# Elyse Taylor
Elyse Taylor (20 de octubre de 1986) es una modelo australiana.

## Carrera
Taylor fue descubierta a la edad de 18 años por el agente de una amiga quien también era modelo. Debido a esto, desfiló para Dolce & Gabbana, Bottega Veneta, Lanvin, Tommy Hilfiger, Moschino, Trussardi, Betsey Johnson, Ellen Tracy y DKNY. Apareció en las portadas de la Vogue australiana y las ediciones de Elle canadiense, polaca, noruega y sueca. Taylor ha figurado en ediciones para revistas como V, Harper's Bazaar (Japón, Australia) y Cosmopolitan. En 2008, fue nombrada uno de los rostros de Estée Lauder.
Taylor ha figurado en campañas para la marca australiana Kensie y ha desfilado en el 2009 Victoria's Secret Fashion Show. En 2011, fue nombrada el rostro de la marca de surf O'Neill. Como embajadora de la marca, fue elegida como jueza en el concurso O'Neill Model Search. En 2015, Taylor fue juez invitada en Australia's Next Top Model.
En octubre de 2015, Taylor se convirtió en el rostro de la marca de maquillaje, Nude by Nature. En septiembre de 2017, apareció en la portada de Harper's Bazaar Vietnam, como parte de una serie de portadas junto a Shanina Shaik, Lameka Fox, Chanel Iman, Hilary Rhoda y Tobias Sorensen.